# (4106) Nada
(4106) Nada est un astéroïde de la ceinture principale.

## Description
(4106) Nada est un astéroïde de la ceinture principale. Il fut découvert le 6 mars 1989 à Minami-Oda par Toshiro Nomura et Koyo Kawanishi. Il présente une orbite caractérisée par un demi-grand axe de 2,75 UA, une excentricité de 0,18 et une inclinaison de 9,7° par rapport à l'écliptique.

## Compléments